# Allantoma
Allantoma, biljni rod iz porodice Lecythidaceae, dio reda Ericales. Postoji osam vrsta u tropskoj Južnoj Americi; fanerofiti.
Rod je kako monotipičan opisan 1874., a 2008. u njega je uključeno još sedam vrsta izdvojenih iz roda Cariniana

## Vrste
1. Allantoma decandra (Ducke) S.A.Mori, Ya Y.Huang & Prance
2. Allantoma integrifolia (Ducke) S.A.Mori, Ya Y.Huang & Prance
3. Allantoma kuhlmannii (Ducke) S.A.Mori, Ya Y.Huang & Prance
4. Allantoma lineata (Mart. ex O.Berg) Miers; tipična
5. Allantoma pachyantha (A.C.Sm.) S.A.Mori, Ya Y.Huang & Prance
6. Allantoma pauciramosa (W.A.Rodrigues) S.A.Mori, Ya Y.Huang & Prance
7. Allantoma pluriflora S.A.Mori, Ya Y.Huang & Prance
8. Allantoma uaupensis (Spruce ex O.Berg) S.A.Mori, Ya Y.Huang & Prance